# Harry Oakes
Sir Harry Oakes, primer baronet Oakes de Nassau (23 de diciembre de 1874 - 7 de julio de 1943) fue un propietario de una mina de oro, empresario, inversor y filántropo de origen estadounidense. Ganó su fortuna en Canadá y se afincó en las Bahamas en la década de 1930 por motivos fiscales. Se hizo ciudadano británico y se le concedió en 1939 el título hereditario de baronet (barón).
Oakes fue asesinado en 1943 en circunstancias misteriosas y el juicio posterior terminó con la absolución del acusado. No se han llevado a cabo más procedimientos legales sobre el asunto. La causa de la muerte y los detalles que la rodean nunca se han determinado por completo. El caso ha sido objeto de varios libros y cuatro películas.

## Biografía

### Educación

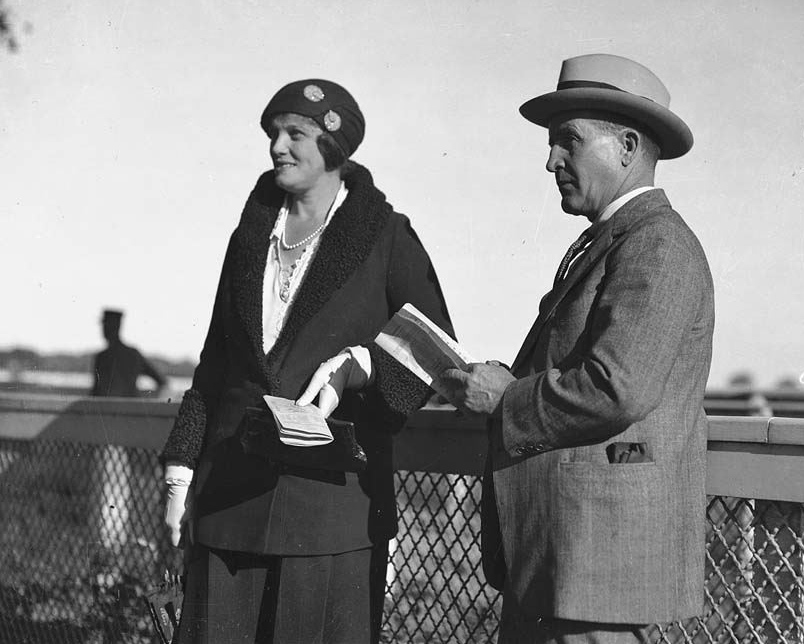
Harry y Eunice Oakes en Toronto, años 1930

Oakes nació en Sangerville, Maine, uno de los cinco hijos de William Pitt Oakes (1933-1913) y Edith Nancy Lewis (1842-1923). Su padre era un próspero abogado. Harry Oakes se graduó de Foxcroft Academy y pasó luego al Bowdoin College (1896), para cursar dos años en la Facultad de Medicina de la Universidad de Syracuse. Una de sus hermanas, Gertrude Oakes, murió en 1935 en el hundimiento del transatlántico SS Mohawk, frente a la costa de Nueva Jersey.

### Prospección de Minas
En 1898, Oakes dejó la escuela de medicina sin haberse graduado para viajar a Alaska, en el apogeo de la fiebre del oro de Klondike, con la esperanza de hacer fortuna como prospector de minas. Durante 15 años, buscó oro en todo el mundo, desde California hasta Australia.
Oakes llegó al lago Kirkland en el norte de Ontario, Canadá, el 19 de junio de 1911.  El 23 de septiembre de 1911, registró la transferencia de la concesión T-1663, comprada a George Minaker, y creó la Lake Shore Mine. Veinte años después, la mina de oro era la más productiva del hemisferio occidental y, en última instancia, resultó ser la segunda mina de oro más grande de América. Su lujoso estilo de vida incluía un automóvil de lujo Hispano-Suiza H6B de 1928.

### Bahamas, obtiene la baronía

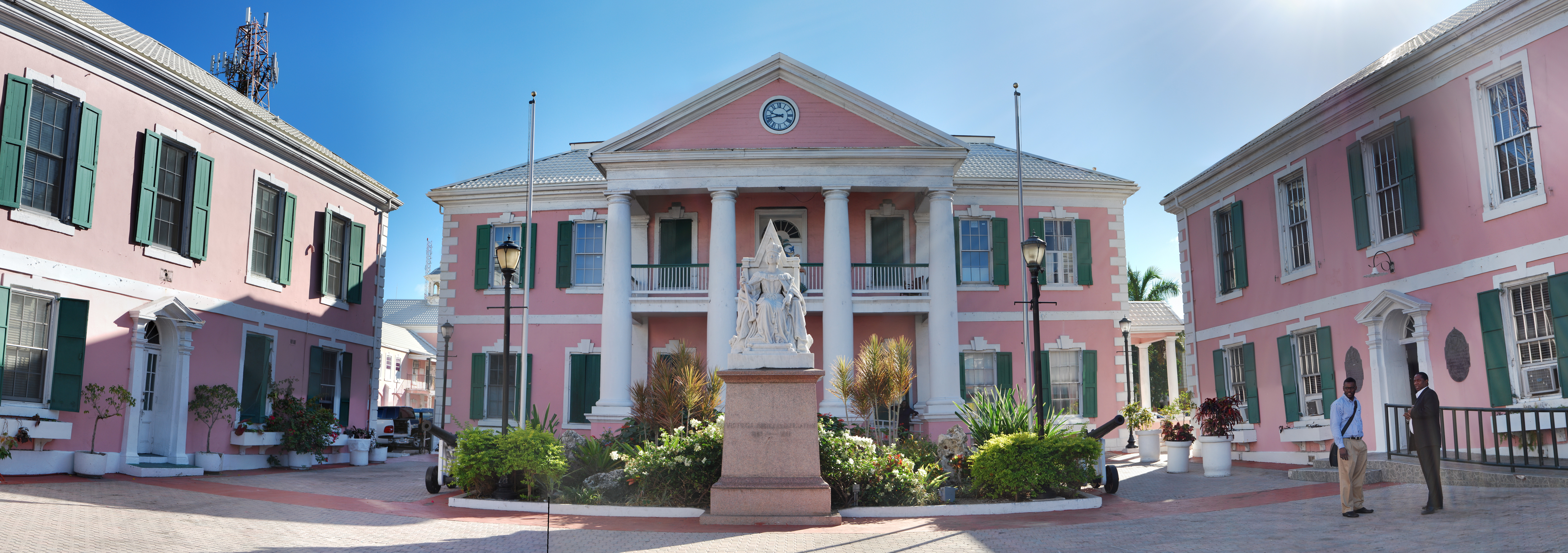
Asamblea de Bahamas

Oakes se convirtió en súbdito británico y vivió en las Bahamas por motivos fiscales desde 1935 hasta su muerte. Fue invitado a la colonia británica por Sir Harold Christie, un destacado promotor inmobiliario y legislador de las Bahamas, quien se convirtió en amigo y socio comercial cercano.
En 1939, Oakes fue nombrado baronet por el rey Jorge VI como recompensa por su labor filantrópica en las Bahamas, Canadá y Gran Bretaña. Donó 500.000 dólares estadounidenses en dos legados al Hospital St George en Londres, y otro millón de dólares a organizaciones benéficas en las Bahamas. Fue nombrado miembro de la Cámara de la Asamblea de la colonia.

### Inversiones en Bahamas
Oakes pronto demostró ser un inversor y empresario muy interesado en el desarrollo económico de las Bahamas. Tuvo un papel importante en la expansión del aeropuerto, Oakes Field, en la capital Nassau; compró el British Colonial Hilton Nassau; construyó un campo de golf y un club de campo; e invirtió en agricultura y construcción de viviendas. Toda esta actividad estimuló enormemente la débil economía de Bahamas, país de solo 70.000 habitantes a principios de la década de 1940. Esta actividad tuvo lugar principalmente en la isla principal, New Providence; se estimó que Oakes poseía alrededor de un tercio de esa isla, y que era el residente más acaudalado, poderoso e importante de la colonia a principios de la década de 1940.

## Asesinato y juicio
Oakes fue asesinado en algún momento después de la medianoche del 8 de julio de 1943. Fue golpeado cuatro veces detrás de la oreja izquierda con un picahielos de minero, para disimular las heridas de un picahielo plateado (Simpsons of the Strand), y luego fue quemado todo su cuerpo usando insecticida, con las llamas concentradas alrededor de los ojos. Luego, su cuerpo fue rociado con plumas de un colchón. Cuando se descubrió a Oakes, el ventilador del dormitorio todavía soplaba suavemente sobre las plumas pegadas a cuerpo.
El gobernador de las Bahamas, el duque de Windsor (que fuera Eduardo VIII de Inglaterra), que se había frecuentado la amistad de Oakes durante los tres años anteriores, se hizo cargo de la investigación desde el principio. El duque primero intentó imponer la censura de prensa, pero no tuvo éxito, ya que el periódico Bahamas Tribune dio a conocer la historia al mundo en unas pocas horas. La enorme riqueza, fama y título británico de Oakes, combinados con la naturaleza espantosa del crimen, generaron interés mundial por el caso. Etienne Dupuch, el editor de periódicos más importante de la colonia y un amigo cercano de Oakes, se aseguró una cobertura constante del caso durante los meses siguientes. Dupuch había llamado a la residencia de Oakes a primera hora de la mañana después del crimen, ya que previamente había concertado una visita, y habló con Harold Christie, que se había quedado allí durante la noche; Christie informó de la muerte a Dupuch.
El duque creía que la policía local carecía de la experiencia necesaria para investigar el crimen, y dado que la Segunda Guerra Mundial estaba en su apogeo, lo que dificultaba traer detectives de Scotland Yard, que era lo que normalmente se habría hecho, el duque recurrió a dos policías estadounidenses que conocía de Miami. Las Bahamas eran una colonia de la Corona británica en ese momento, y había personal de seguridad británico estacionado en tiempo de guerra en la ciudad de Nueva York y Washington D. C. que potencialmente podría haber viajado fácil y rápidamente a Nassau para una investigación. Traer a los capitanes de Miami, Melchen y Barker (Melchen había protegido anteriormente al Duque en Miami), resultó ser una decisión desafortunada.
En teoría, los dos detectives estadounidenses fueron llamados a ayudar a las fuerzas del orden de las Bahamas, pero para pesar de la policía local, se hicieron cargo de la investigación por completo. Los dos policías estadounidenses habían olvidado sus equipos de huellas dactilares en Miami cuando la policía local de las Bahamas tenía equipos de huellas dactilares disponibles en Nassau. Al anochecer del segundo día de la investigación, 36 horas después de que se descubriera el cuerpo de Oakes, habían arrestado al yerno de Oakes, el conde Alfred de Marigny. De Marigny se había casado con la hija de Oakes, Nancy, en la ciudad de Nueva York (donde estaba estudiando), sin el conocimiento de sus padres, dos días después de cumplir 18 años, en 1942. Una vez que cumplió 18 años, Nancy ya no necesitaba el permiso de sus padres para casarse. De Marigny, 14 años mayor, había conocido a Nancy en el Nassau Yacht Club, donde era un destacado marinero competitivo. Los dos habían estado saliendo durante un par de años antes de su matrimonio, sin que sus padres aparentemente se dieran cuenta de la seriedad de su relación. Se pensaba que De Marigny había estado en malos términos con Oakes, debido a los modales de playboy de De Marigny y la falta de una carrera significativa, el hecho de que se había casado dos veces antes por poco tiempo con mujeres ricas y que no le había pedido a Oakes permiso para casarse con Nancy. Oakes y de Marigny se habían peleado en varias ocasiones, presenciadas por otras personas.
Cuando Nancy fue informada de la muerte de su padre y el arresto de su esposo, ella estaba en Miami de camino para pasar el verano estudiando danza con Martha Graham en Bennington, Vermont. Fue su gran amiga Merce Cunningham quien le dio la mala noticia. Luego viajó a Bar Harbor, Maine, la casa de verano de la familia, para reunirse con su madre, a petición de su esposo. Pero Nancy pronto regresó a Nassau y comenzó a organizar la defensa de su esposo. Estaba convencida de que De Marigny era inocente y lo apoyó cuando muchos otros, incluida su familia, lo creían culpable. La joven condesa pronto se convirtió en la favorita de la prensa de todo el mundo por su cabello castaño rojizo, ojos hundidos, figura fina y leve parecido con Katharine Hepburn. El asesinato logró sacar la guerra de las primeras páginas temporalmente. Nancy gastó mucho dinero para contratar a un destacado investigador privado estadounidense, Raymond Schindler, para que profundizara en el caso, y a un prominente abogado bahameño formado en Gran Bretaña, Godfrey W. Higgs, para defender a su marido. Finalmente, encontraron graves defectos en la actuación de la fiscalía.
De Marigny fue enviado a juicio y se encargó una soga para su ajusticiamiento. Sin embargo, fue absuelto en un juicio que duró varias semanas, luego de que los detectives fueran sospechosos de fabricar pruebas en su contra. La principal prueba fue una huella digital suya, que el capitán Barker afirmó que se encontró en una pantalla china en el dormitorio de Oakes, donde se había encontrado el cuerpo. Posteriormente, se descubrió que la huella había sido levantada del vaso de agua que De Marigny había utilizado durante su interrogatorio por parte de los capitanes de la Policía de Miami, y que De Marigny estaba siendo incriminado.
Inmediatamente después del funeral de Oakes se llevó a cabo en Bar Harbor, Maine (la casa de verano de la familia), el capitán Barker, de visita por invitación, les dijo a Nancy y Lady Oakes que ya había identificado positivamente las huellas dactilares de De Marigny en la pantalla china, lo que justificaba el estatus de De Marigny como el principal sospechoso. Un contrainterrogatorio muy detallado y completo en el juicio, varios meses después, por el abogado de De Marigny mostró que Barker no había identificado positivamente la única huella dactilar como perteneciente a De Marigny hasta varios días después de lo que había afirmado originalmente, después de que regresara a Miami, y que Barker había tomado varias docenas de otras huellas dactilares del dormitorio de Oakes, muchas de las cuales aún estaban sin procesar semanas después. Un testigo experto estadounidense en huellas dactilares, que testificó para la defensa, puso en duda la profesionalidad de las técnicas utilizadas por el capitán Barker en la investigación. El experto testificó que la impresión de De Marigny probablemente no pudo provenir de la pantalla china, ya que ninguno de los diseños del patrón de fondo de la pantalla apareció en la fotografía de impresión de De Marigny, aunque otras fotos de huellas dactilares tomadas de la pantalla mostraron este patrón. De Marigny testificó que no había visitado Westbourne, la casa de Oakes y el lugar del asesinato, durante dos años antes de la muerte de Oakes, debido a su mala relación con Oakes. Varios de los invitados a la cena de De Marigny de la fatídica noche testificaron en el juicio y reforzaron la coartada de De Marigny de que él era el anfitrión de la fiesta, y luego llevó a varios invitados a sus casas, a altas horas de la noche, con un testigo en el automóvil, cerca del momento en que se cometió el asesinato. La hora aproximada del asesinato había sido determinada por dos médicos forenses de las Bahamas. Sorprende que el duque de Windsor dispusiera permanecer lejos de las Bahamas mientras el juicio por asesinato estaba en curso, por lo que no estuvo disponible para ser llamado como testigo.
El asesino de Oakes nunca ha sido encontrado y no hubo procedimientos judiciales en el caso después de la absolución de De Marigny. El caso recibió cobertura de la prensa mundial en ese momento, con fotos de la hermosa y encantadora Nancy en el juicio. Ha sido objeto de un interés continuo, incluidos varios libros y películas (ver más abajo). El primer libro completo sobre el caso, The Murder of Sir Harry Oakes, fue publicado por el periódico Bahamas Tribune en 1959; el artículo fue editado en ese momento por Etienne Dupuch.
Después del juicio, Nancy se fue con De Marigny a Cuba para quedarse con su viejo amigo Ernest Hemingway. De Marigny fue deportado a Cuba luego de una recomendación del jurado del juicio por asesinato, debido a su carácter supuestamente desagradable y frecuentes devaneos con niñas en las Bahamas. De Marigny y Nancy se separaron en 1945 y se divorciaron en 1949. El machó a Canadá en 1945 y sirvió durante un tiempo en el ejército canadiense, pero luego fue expulsado de Canadá. Se casó con su cuarta esposa, se estableció en América Central y murió en 1998. De Marigny era un hombre alto y apuesto, un conversador encantador y brillante y un marinero competitivo consumado que ganó muchas regatas, y luego escribió un par de libros.
Nancy había dejado Cuba a fines de la década de 1940 y vivía en Hollywood, California, donde tuvo una larga aventura con el actor de Hollywood de la década de 1950 Richard Greene. Tuvo una hija, Patricia Oakes. Siguió siendo amiga cercana de Greene hasta su muerte. En 1952 se casó con el barón Ernst Lyssardt von Hoyningen-Huene (primo adoptivo del artista George Hoyningen-Huene, único hijo del barón Barthold Theodor Hermann (Theodorovitch) von Hoyningen-Huene, un noble alemán que tenía propiedades en Estonia que fueron confiscadas por los soviéticos durante la Segunda Guerra Mundial y fue el embajador alemán en Portugal durante la Segunda Guerra Mundial). Tuvieron un hijo, el barón Alexander von Hoyningen-Huene. El matrimonio duró hasta 1956. Nancy murió en 2005 y le sobrevivieron sus dos hijos y dos nietos.

## Familia
El 30 de junio de 1923, Oakes casó con Eunice Myrtle McIntyre (1898-1981) en Sídney, Australia. Se conocieron en un crucero y el casi doblaba la edad de Eunice cuando se comprometieron. Tuvieron cinco hijos:
- Nancy Oakes (1925–2005),[17] que en 1942 casó con el conde Alfred de Marigny (1910–1998) a la edad de 18 años.[12] Separados en 1945 y divorciados en 1949.[18]  Ella más tarde tuvo una laga relación con el actor británico Richard Greene (1918–1985), de quien tuvo una hija.  En 1952, casó con el Barón Ernst Lyssardt von Hoyningen-Huene, que le dio un hijo antes de su divorcio en 1956.  Los hijos de Nancy fueron:
  - Patricia Luisa Oakes (born 1951),[19] que casó con Franklin D. Roosevelt Jr. (1914–1988) en 1977, con quientuvo un hijo antes de divorciarse en 1981. Patricia casó después con Robert Leigh-Wood en 1984,[20] que le dio una hija.[21] Los hijos de Patricia son:
    - John Alexander Roosevelt (nacido en 1977)[21]
    - Shirley Leigh-Wood Oakes (nacida en 1985)

  - Barón Alexander V. "Sasha" Hoynengen-Huene (nacido en 1955)
- Sir Sydney Oakes, segundo Baronet de Nassau (1927–1966),[22] que murió en accidente de coche a los 39 años.[18]
  - Sir Christopher Oakes, tercer Baronet de Nassau (nacido en 1949)[23]
- Shirley Oakes (1929-1986),[22] que después de un accidente de coche en 1981 quedó en coma.[20][18]
- William Pitt Oakes (1930–1958),[22] que murió de sobredosis a los 28 años.[18]
- Harry Philip Oakes (nacido en 1932)[18][22]

Oakes se interesó en el golf y, a finales de la década de 1920, contrató al arquitecto de campos de golf Stanley Thompson para que le construyera un campo de nueve hoyos, el "Campo privado Sir Harry Oakes" en las Cataratas del Niágara, Ontario.  Terminado en 1929, el campo es ahora el campo público Oak Hall Par 3.

## Legado

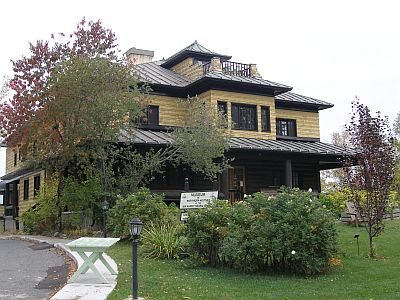
La casa de Oakes en Kirkland Lake

Casa de Oakes en Kirkland Lake: La que fuera casa de Oakes en Kirkland Lake, Ontario, es ahora el Museo de Historia del Norte, dedicado a la vida del magnate y a la historia minera de la región. Kirkland Lake es donde hizo su fortuna como prospector de minas. Oakes fue incluido en el Salón de la Fama de la Minería de Canadá.
La baronía de Oakes en Nassau fue asumida por el hijo de Oakes, Sir Sydney Oakes (1927-1966). A su muerte, el hijo de Sir Sydney, Christopher (nacido en 1949) heredó el título. Un distrito de Nassau recibió el nombre de Oakes y se completó con un monumento conmemorativo. Foxcroft Academy, escuela privada en Dover-Foxcroft, Maine, dio a su campo de fútbol el nombre de Harry Oakes.

### Cataratas del Niágara: inversiones y filantropía
Parque Oakes: Durante la Gran Depresión, Oakes donó un terreno de 16 acres (65.000 m²) en lo que ahora es el área central de las Cataratas del Niágara, Ontario. Él financió un proyecto de construcción y suministró herramientas [27] para construir un parque en el lugar. Las cuadrillas trabajaban por $ 1 por día, cambiando cada cinco días para permitir la mayor cantidad de empleo posible. Oakes Park fue inaugurado el 31 de agosto de 1931. Es un complejo recreativo de usos múltiples, propiedad y operación municipal. Las instalaciones principales son un estadio de béisbol utilizado por la Asociación de Béisbol del Gran Niágara y otros clubes de béisbol de élite para jóvenes y mayores, dos campos de béisbol más pequeños para divisiones más jóvenes, un campo de fútbol e instalaciones de atletismo que incluyen una pista de 400 metros. El principal estadio de béisbol tiene unas dimensiones de campo de 318-402-322 pies, palco de prensa, un marcador electrónico y club social.

#### Teatro Oakes Garden
Diseñado como un anfiteatro, el Oakes Garden Theatre se inauguró en septiembre de 1937. Oakes, miembro de la Comisión de Parques del Niágara, donó el terreno al pie de Clifton Hill y Niagara Parkway a la comisión en 1936. La arquitectura del paisaje fue realizada por Howard y Lorrie Dunington-Grubb, el arquitecto del edificio fue William Lyon Somerville con esculturas de Florence Wyle, Frances Loring y Elizabeth Wyn Wood.

#### Oak Hall
Oakes compró una propiedad próxima a la islas Dufferin, el 15 de julio de 1924. Construyó una mansión de estilo Tudor de 37 habitaciones (por Findlay y Foulis en 1929 y más tarde garita y establos en 1931), donde él y su esposa vivieron desde 1928 hasta 1935, conocida como Oak Hall. Oakes se mudó a las Bahamas después, debido a lo que consideró que eran impuestos excesivos por parte del gobierno canadiense: las Bahamas estaban prácticamente libres de impuestos. El hijo de Oakes, Sir Sydney Oakes, ocupó más tarde la residencia. Desde 1982, Oak Hall ha sido la sede de la Comisión de Parques del Niágara. Una parte de la propiedad se vendió en la década de 1960 y pertenece a la Marineland de Canadá (área costero-marina).

### Filántropo estadounidense y negocios de inversión

#### Los sauces
En 1938, Oakes y su familia compraron una casa de verano llamada "The Willows" en Bar Harbor, Maine, diseñada por la firma de Andrews, Jacques y Rantoul en 1913. Lady Eunice Oakes se la dio al Bowdoin College en 1958 y la operó como Oakes. Center, un centro de conferencias, hasta principios de la década de 1970, cuando se vendió a los hermanos James y Sonny Cough. Desarrollaron el terreno y construyeron un hotel frente al mar que consta de varios edificios llamados Atlantic Oakes. Sus herederos renovaron la mansión a su antigua gloria. Ahora es una posada llamada The Atlantic Oceanside Hotel. [33]

#### Academia Foxcroft
Oakes se graduó en la Academia Foxcroft en Dover-Foxcroft, Maine, que se fundó en 1823, a los tres años de la creación del estado de Maine. Es una de las pocas academias de escuelas páblicas de secundaria que quedan en Maine. El campus actual se encuentra en la antigua granja de Oakes, al final de Main Street, en el camino a Sangerville, su lugar de nacimiento.

#### Inversión inmobiliaria en Florida
Después del desastroso huracán de Florida de 1928 y la Gran Depresión, Oakes compró 2.600 acres (11 km²) de tierra parcialmente desarrollada en el norte del condado de Palm Beach, Florida, a Harry Seymour Kelsey, quien carecía de los mediso financieros para reconstruir lo destrozado por el huracán. Oakes invirtió mucho dinero para desarrollar de esta propiedad, que luego fue comprada por John D. MacArthur, quien completó su desarrollo. Incluye la mayor parte de North Palm Beach, Lake Park, Palm Beach Gardens y Palm Beach Shores. La casa con forma de castillo de Oakes en North Palm Beach se convirtió en el centro social del del club de campo del pueblo.

## Libros y películas basados en la vida del millonario Harry Oakes
| #  | Fecha                           | Nombre | Autor/Director                          |
| -- | ------------------------------- | --- | --------------------------------------- |
| 1  | 1959                            | The Murder of Sir Harry Oakes (libro)                                                                      | Bahamas Tribune newspaper               |
| 2  | 1959                            | The Life and Death of Sir Harry Oakes (libro)                                                              | Geoffrey Bocca                          |
| 3  | 1972 (1.ª ed) 1976 (2.ª ed)     | Kings X(libro) Who Killed Sir Harry Oakes? (libro)                                                         | Marshall Houts                          |
| 4  | 1983 (reeditado en 2001 y 2011) | Who Killed Sir Harry Oakes? (libro)                                                                        | James Leasor                            |
| 5  | 1983                            | Eureka (película protagonizada por Gene Hackman, Theresa Russell, Rutger Hauer, Joe Pesci y Mickey Rourke) | Nicolas Roeg                            |
| 6  | 1988                            | King of Fools (libro)                                                                                      | John Parker                             |
| 7  | 1989                            | Passion and Paradise (producción para TV)                                                                  | Harvey Hart                             |
| 8  | 1988 (1.ª ed) 2005 (2.ª ed)     | The Duchess of Windsor: The Secret Life (libro)                                                            | Charles Higham                          |
| 9  | 1990                            | A Conspiracy of Crowns (libro que presenta la versión de los hechos por el acusado del asesinato)          | Alfred de Marigny and Mickey Herskowitz |
| 10 | 1994                            | "Carnal Hours: A Nathan Heller Mystery" (novela)                                                           | Max Allan Collins                       |
| 11 | 2002                            | Any Human Heart (novela)                                                                                   | William Boyd                            |
| 12 | 2003                            | A Question of Evidence: The Casebook of Great Forensic Controversies, from Napoleon to O.J. (libro)        | Colin Evans                             |
| 13 | 2005                            | Blood and Fire: the Duke of Windsor and the Strange Murder of Sir Harry Oakes (libro)                      | John Marquis                            |
| 14 | 2006                            | A Serpent in Eden (libro)                                                                                  | James Owen                              |
| 15 | 2019                            | Murdered Midas: A Millionaire, His Gold Mine, and a Strange Death on an Island Paradise (libro)            | Charlotte Gray                          |